# 16 يوليو
- السبت
- الأحد
- الاثنين
- الثلاثاء
- الأربعاء
- الخميس
- الجمعة

- 283 محرم 1447  هـ
- 294 محرم 1447  هـ
- 305 محرم 1447  هـ
- 16 محرم 1447  هـ
- 27 محرم 1447  هـ
- 38 محرم 1447  هـ
- 49 محرم 1447  هـ
- 510 محرم 1447  هـ
- 611 محرم 1447  هـ
- 712 محرم 1447  هـ
- 813 محرم 1447  هـ
- 914 محرم 1447  هـ
- 1015 محرم 1447  هـ
- 1116 محرم 1447  هـ
- 1217 محرم 1447  هـ
- 1318 محرم 1447  هـ
- 1419 محرم 1447  هـ
- 1520 محرم 1447  هـ
- 1621 محرم 1447  هـ
- 1722 محرم 1447  هـ
- 1823 محرم 1447  هـ
- 1924 محرم 1447  هـ
- 2025 محرم 1447  هـ
- 2126 محرم 1447  هـ
- 2227 محرم 1447  هـ
- 2328 محرم 1447  هـ
- 2429 محرم 1447  هـ
- 2530 محرم 1447  هـ
- 261 صفر 1447  هـ
- 272 صفر 1447  هـ
- 283 صفر 1447  هـ
- 294 صفر 1447  هـ
- 305 صفر 1447  هـ
- 316 صفر 1447  هـ
- 17 صفر 1447  هـ

16 يوليو أو 16 تمُّوز أو 16 يوليه أو يوم 16 \ 7 (اليوم السادس عشر من الشهر السابع) هو اليوم السابع والتسعون بعد المئة (197) من السنوات البسيطة، أو اليوم الثامن والتسعون بعد المئة (198) من السنوات الكبيسة وفقًا للتقويم الميلادي الغربي (الغريغوري). يبقى بعده 168 يوما لانتهاء السنة.

## أحداث
- 1212 - وقوع معركة العقاب التي انهزم فيها الموحدون وخسروا معظم أملاكهم في الأندلس.
- 1683 - قوات سلالة تشينغ البحرية تهزم مملكة تونغنينغ في «معركة بينغهو» بالقرب من جزر بسكادورز.
- 1856 - بدء أعمال حفر قناة السويس بإشراف الفرنسي فرديناند دي لسبس المدعوم من حكومته.
- 1863 - أعمال الشغب في مدينة نيويورك تدخل يومها الرابع وذلك احتجاجًا على قانون التجنيد.
- 1926 - أحمد سكيرج يلقي أول خطبة جمعة في مسجد باريس بعد تدشينه بيوم واحد من قبل السلطان مولاي يوسف.
- 1945 - الولايات المتحدة تقوم بعملية تفجير قنبلة ذرية، وبداية السباق النووي.
- 1951 - أفراد من الحزب السوري القومي الاجتماعي يغتالون رئيس وزراء لبنان رياض الصلح في العاصمة الأردنية عمّان وذلك انتقامًا لإعدام أنطون سعادة.
- 1952 - الأمم المتحدة توافق على اعتبار إرتريا وحدة مستقلة منضمة لإثيوبيا في اتحاد كونفدرالي.
- 1974 - إنشاء قلادة مبارك الكبير في الكويت بأمر من الشيخ صباح السالم الصباح وذلك تخليدًا لذكرى الشيخ مبارك الصباح، وتعطى هذه القلادة لرؤساء الدول.
- 1979 - استقالة أحمد حسن البكر من رئاسة الجمهورية العراقية، وصدام حسين يتولى مقاليد السلطة.
- 1982 - متظاهرون في بنغلاديش يهاجمون سفارة الولايات المتحدة في دكا وذلك احتجاجًا على دعمها لإسرائيل.
- 1990 -
  - وزراء خارجية الدول العربية يقررون في اجتماعهم المنعقد في تونس مقاطعة كل الشركات والوكالات الغربية التي تساهم بتهجير اليهود السوفييت إلى إسرائيل.
  - زلزال بقوة 7.7 على مقياس ريختر يضرب الفلبين ويحصد 1600 قتيل.
- 1999 - تحطم طائرة صغيرة بقيادة جون كينيدي جونيور تؤدي إلى وفاته مع زوجته وأختها جراء الحادث.
- 2003 - أمير الكويت الشيخ جابر الأحمد الصباح يصدر مرسوم أميري بتلقيب رئيس مجلس الوزراء بلقب سمو الشيخ وذلك بعد فصل منصب ولي العهد عن منصب رئاسة الحكومة.
- 2004 - مقتل 90 طفل إثر حريق شب في مدرسة ابتدائية جنوب الهند.
- 2008 - إسرائيل تفرج عن عميد الأسرى اللبنانيين في سجونها سمير القنطار مع أربعة آخرين بالإضافة إلى جثامين شهداء لديها مقابل رفات جنودها، وذلك ضمن صفقة بينها وحزب الله.
- 2013 - إسبانيا تسلم المغرب رسميًا نسخ ميكروفيلم من الخزانة الزيدانية، التي فقدها سلاطين المغرب وطالبوا بها منذ سنة 1612م.
- 2019 - البرلمان الأوروبي ينتخب بِأغلبيةٍ طفيفة السياسيَّة الألمانيَّة أورسولا ڤون دير لاين رئيسةً لِلمُفوَّضيَّة الأوروبيَّة لِتكون بِذلك أوَّل امرأة تتولَّى هذا المنصب.
- 2025 - حريق بمبنى مركز تسوق في مدينة الكوت العراقية، أسفر عن مصرع 69 شخصًا.

## مواليد
- 1872 - روال أموندسن، مستكشف نرويجي.
- 1888 - فريتس زيرنيكه، عالم فيزياء هولندي حاصل على جائزة نوبل في الفيزياء عام 1953.
- 1896 - تريغفي لي، سياسي نرويجي وأول أمين عام للأمم المتحدة.
- 1911 - جنجر روجرز، ممثلة ومغنية أمريكية.
- 1926 - إروين روز، عالم كيمياء أمريكي حاصل على جائزة نوبل في الكيمياء عام 2004.
- 1931 - يوسف شعبان، ممثل مصري.
- 1936 - ياسو فوكودا، رئيس وزراء اليابان.
- 1939 - ليدو فييري، لاعب كرة قدم إيطالي.
- 1941 - يوسف درويش، ممثل كويتي.
- 1942 - مارغريت سميث كورت، لاعبة كرة مضرب أسترالية.
- 1945 - يوسف فوزي، فنان مصري.
- 1957 - فلودزميزيرز سمولاريك، لاعب كرة قدم بولندي.
- 1962 -
  - أحمد منصور، إعلامي مصري.
  - منى عبد المجيد، ممثلة مصرية كويتية.
- 1963 - سريتشكو كاتانيتش، لاعب ومدرب كرة قدم سلوفيني.
- 1967 - ويل فيرل، ممثل أمريكي.
- 1976 - نسرين الحكيم، ممثلة سورية
- 1979 - أحمد السعدني، ممثل مصري.
- 1981 - ماهر زين، منشد لبناني سويدي.
- 1984 -
  - كاترينا كيف، ممثلة هندية.
  - بدر الميمني لاعب كرة قدم عُماني.
- 1988 - سيرجيو بوسكيتس لاعب كرة قدم إسباني.
- 1989 - غاريث بيل، لاعب كرة قدم ويلزي.
- 1992 - هتان باهبري، لاعب كرة قدم سعودي.

## وفيات
- 1151 - عبد الرحمن بن علي الحلواني، فقيه أصولي ومفسّر عراقي.
- 1557 - آن الكلفزية، الزوجة الرابعة لهنري الثامن ملك إنجلترا.
- 1624 - عبد القادر الطبري، عالم مسلم وكاتب وشاعر حجازي.
- 1764 - إيفان السادس، إمبراطور روسيا.
- 1916 - إيليا ميتشنيكوف، طبيب روسي حاصل على جائزة نوبل في الطب عام 1908.
- 1951 - رياض الصلح، رئيس وزراء لبنان.
- 1960 - ألبرت كسلرنغ، قائد عسكري ألماني.
- 1978 - عائشة المرطة، مغنية كويتية.
- 1982 -
  - محمود الكويتي، مغني كويتي.
  - شارل روبيرت سوارت، رئيس جنوب أفريقيا.
- 1985 - هاينريش بول، أديب ألماني حاصل على جائزة نوبل في الأدب عام 1972.
- 1988 - زينات علوي، راقصة شرقية وممثلة مصرية.
- 1989 - هيربرت فون كارايان، موسيقي نمساوي.
- 1994 - جوليان شفينجر، عالم فيزياء أمريكي حاصل على جائزة نوبل في الفيزياء عام 1965.
- 1998 - رسمي العامل، محامٍ وسياسي وإعلامي عراقي مخضرم.
- 2012 - ستيفن كوفي، كاتب أمريكي.
- 2015 - السيد متولي عبد العال، قارئ قرآن مصري.

## وصلات خارجية
- وكالة الأنباء القطريَّة: حدث في مثل هذا اليوم.
- النيويورك تايمز: حدث في مثل هذا اليوم.
- BBC: حدث في مثل هذا اليوم.